# وارن وارد (لاعب كرة قدم)
ارين وارد (بالإنجليزية: Warren Ward)‏ (25 مايو 1962 في المملكة المتحدة - ) هو مدرب كرة قدم ولاعب كرة قدم بريطاني في مركز الهجوم. لعب مع نادي إكزتر سيتي ونادي يورك سيتي وغرانتهام تاون ‏ وLincoln United F.C. ‏ ولينكولن سيتي أف سي ونادي كينغز لين ونادي جيزيلي ‏ ونادي بوسطن تاون ‏ وسبالدينغ يونايتد ‏ وWisbech Town F.C. ‏ ونادي بوسطن يونايتد.